# Aero Ae 04
Aero Ae 04 là một loại máy bay tiêm kích hai tầng cánh của Tiệp Khắc, bay lần đầu năm 1921.

## Tính năng kỹ chiến thuật (Ae 04)
Dữ liệu lấy từ The Complete Book of Fighters
Đặc điểm tổng quát
- Kíp lái: 1
- Chiều dài: 5,60 m (18 ft 4½ in)
- Sải cánh: 7,70 m (25 ft 3⅛ in)
- Chiều cao: 2,70 m (8 ft 10 in)
- Diện tích cánh: 14,60 m² (157,2 ft²)
- Trọng lượng rỗng: 670 kg (1.474 lb)
- Trọng lượng cất cánh tối đa: 900 kg (1.980 lb)
- Động cơ: 1 × BMW IIIa, 138 kW (185 hp)

 Hiệu suất bay 
- Vận tốc cực đại: 225 km/h (122 knot, 140 mph)
- Vận tốc hành trình: 185 km/h (100 knot, 115 mph)
- Thời gian bay: 1 giờ
- Trần bay: 6.362 m (20.876 ft)
- Lên độ cao 5.000 m (16.400 ft): 14,1 phút

Trang bị vũ khí

- Súng: 2 x Súng máy Vickers 7,92 mm